# Модель Лямбда-CDM
ΛCDM (читається «Лямбда-СіДіЕм», скорочення від англ. Lambda - Cold Dark Matter «модель лямбда-холодної темної матерії») — сучасна космологічна модель, в якій просторово-плоский Всесвіт заповнений, окрім звичайної баріонної матерії, темною енергією (що описується космологічною сталою Λ в рівняннях Ейнштейна) і холодною темною матерією (англ. Cold Dark Matter). Її часто називають стандартною моделлю космології великого вибуху, тому що вона пояснює:
- Наявність і структуру космічного мікрохвильового фону
- Великомасштабну структуру скупчень галактик
- розподіл водню, гелію, літію, кисню в нашому Всесвіті
- Прискорення розширення Всесвіту, що спостерігається за електромагнітним випромінюванням від далеких галактик і наднових.

Це найпростіша модель, яка в цілому узгоджується зі спостережуваними явищами.
Згідно з цією моделлю вік Всесвіту дорівнює {\displaystyle 13{,}75\pm 0{,}11~} мільярдів років.

## Загальний огляд
Всі сучасні космологічні моделі засновані на космологічному принципі, який постулює, що наше розташування як спостерігачів у Всесвіті ні яким чином не є особливим; на досить великому масштабі, Всесвіт виглядає однаково в усіх напрямках (ізотропність) і з будь-якого місця (однорідність).

### Основні положення
- Модель передбачає розширення метричного простору, що впевнено спостерігається за червоним зсувом спектральних ліній у випромінюванні від далеких галактик, та уповільнення часу (за деяким ослабленням кривих світності наднових). Обидва ефекти належать до доплерівського зсуву електромагнітного випромінювання, що проходить через простір, який розширюється. Як не парадоксально, це розширення збільшує відстань між об'єктами, які не пов'язані гравітаційною взаємодією і водночас воно не збільшує розмірів власне об'єктів. Модель також припускає «розбігання» дуже віддалених одна від одної галактик зі швидкістю більшою, ніж швидкість світла.
- Модель передбачає «плоску» просторову геометрію, яка означає, що сума внутрішніх кутів трикутника, який задається трьома пучками світла, дорівнює 180°; тобто, геометрія простору є евклідовою.
Альтернативні моделі припускають як сферичний або «замкнутий» Всесвіт (в якому сума внутрішніх кутів трикутника буде більшою 180°), так і гіперболічний або «відкритий» Всесвіт (сума кутів трикутника менша 180°). Поточні значення основних параметрів вказують на те, що Всесвіт або плоский або трохи відкритий. Всесвіт буде розширюватися вічно, і розширення прискорюється
- Λ (лямбда) позначає космологічну сталу, яка наразі пов'язується з енергією вакууму або темною енергією, що притаманна «порожньому» простору, і спричиняє прискорення розширення Всесвіту попри гравітацію (тяжіння) звичайної матерії. Внесок космологічної сталої позначається як {\displaystyle \Omega _{\Lambda }}, який інтерпретується як частка від загальної густини енергії Всесвіту. Наразі близько 73% густини енергії Всесвіту є темною енергією.
- Холодна Темна матерія є однією з форм матерії, необхідною для пояснення гравітаційних ефектів, які спостерігаються на дуже великих масштабах (аномалії в обертанні галактик, гравітаційне лінзування світла скупченнями галактик, розширення скупчень галактик), які не можна пояснити масою видимої матерії (віріальний парадокс). За оцінками, цей компонент у сучасну епоху становить близько 23% маси (густини енергії) Всесвіту. Темна матерія описується як:
  - холодна — швидкість теплового руху її частинок в епоху рівності густини енергії випромінювання та матерії була нерелятивістською (набагато нижчою, ніж швидкість світла)
  - імовірно, небаріонна (складається не з протонів і нейтронів)
  - недисипативна (не може охолоджуватися, випромінюючи фотони)
  - невзаємодіюча (частинки темної матерії взаємодіють між собою та з іншими частинками лише гравітаційно).

- Інші 5% містять всю матерію та енергію, що спостерігається у вигляді субатомних частинок, хімічних елементів і електромагнітного випромінювання — речовина, з якої складаються видимі зорі та планети, галактики.

### Народження Всесвітута космічна інфляція
Модель передбачає єдину породжуючу подію, «Великий вибух» або початкову сингулярність, що була скоріше не вибухом, а миттєвою появою простору-часу з матерією при температурі близько 1015К, що розширюється. Далі (до 10  −29  секунд) відбулося експоненційне розширення простору (збільшення масштабу в 1027 або більше разів), відоме як космологічна інфляція. Ранній Всесвіт залишався гарячим (температура вище 10 000 К) протягом декількох сотень тисяч років після Великого Вибуху, про що свідчить CMB або реліктовий фон, з дуже низькою температурою випромінювання, що надходить з усіх ділянок неба. Сценарій «Великого вибуху», з космологічною інфляцією і стандартною моделлю фізики елементарних частинок, є на сьогодні єдиною теорією, що узгоджується зі спостережуваним триваючим розширенням простору, спостережуваним розподілом легких елементів (водню, гелію, літію, кисню) у Всесвіті, і просторової текстури кутових неоднорідностей (анізотропії) в реліктовому випромінюванні[джерело?]. Космологічна інфляція також необхідна для розв'язання проблеми горизонту. Справді, цілком ймовірно, що Всесвіт більший, ніж горизонт частинок, які можна спостерігати.

У моделі використовується метрика Фрідмана-Леметра-Робертсона-Вокера, рівняння Фрідмана і рівняння стану матерії, щоб описати спостережуваний Всесвіт від часів інфляції до сьогодення.
Наразі дослідження багатьох аспектів ΛCDM моделі продовжуються, і, швидше за все, вони будуть змінюватися із надходженням нової інформації. Зокрема, важко точно виміряти відстань до дуже далеких галактик або наднових, отже відповідні оцінки пов'язаних величин (зоряної або галактичної світності, або ключових параметрів, таких як Параметр Хаббла) як і раніше є непевними. Крім того, ΛCDM не вказує чітку фізичну теорію природи темної матерії та темної енергії чи їх походження. Майже масштабно-інваріантний спектр збурень реліктового випромінювання, і його розподіл на небесній сфері, як вважають, є результатом дуже малих теплових і акустичних неоднорідностей на час рекомбінації.

Склад Всесвіту згідно з моделлю

Модель передбачає майбутнє, в якому метричне розширення простору рознесе всі галактик одна від одної зі швидкістю більшою, ніж світло, і спостерігачі в кожній галактиці бачитимуть лише свої власні галактики в порожньому Всесвіті.

## Параметри
ΛCDM модель визначається шістьма параметрами: фізична баріонна густина, фізична густина темної матерії, густина темної енергії, скалярний спектральний індекс, амплітуда флуктуацій кривизни та оптична товщина реіонізації. З цих параметрів можна отримати інші модельні величини, зокрема Параметр Хаббла.
Значення параметрів, подані нижче, взято з семирічного спостереження Wilkinson Microwave Anisotropy Probe (WMAP) за температурою і поляризацією реліктового випромінювання. Вони також містять оцінки, засновані на даних про баріонних акустичних осциляціях і дані отримані за спостереженнями наднових типу Ia.
| Параметр | Значення                                                               | Опис                                      |
| -------- | ---------------------------------------------------------------------- | ----------------------------------------- |
| t0       | {\displaystyle 13.75\pm 0.11\times 10^{9}} років                       | Вік Всесвіту                              |
| H0       | {\displaystyle 70.4_{-1.4}^{+1.3}} km s−1 Mpc−1                        | Параметр Хаббла                           |
| Ωbh2     | {\displaystyle 0.0260\pm 0.00053}                                      | Фізична баріонна густина                  |
| Ωch2     | {\displaystyle 0.1123\pm 0.0035}                                       | Фізична густина темної матерії            |
| Ωb       | {\displaystyle 0.0456\pm 0.0016}                                       | Баріонна густина                          |
| Ωc       | {\displaystyle 0.227\pm 0.014}                                         | Густина темної матерії                    |
| ΩΛ       | {\displaystyle 0.728_{-0.016}^{+0.015}}                                | Густина темної енергії                    |
| ΔR2      | {\displaystyle 2.441_{-0.092}^{+0.088}\times 10^{-9}}, k0 = 0.002Mpc−1 | Амплітуда флуктуації кривизни             |
| σ8       | {\displaystyle 0.809\pm 0.024}                                         | Амплітуда флуктуації на масштабах 8h−1Mpc |
| ns       | {\displaystyle 0.963\pm 0.012}                                         | Скалярний спектральний індекс             |
| z*       | {\displaystyle 1090.89_{-0.69}^{+0.68}}                                | Червоний зсув на момент розщеплення       |
| t*       | {\displaystyle 377730_{-3200}^{+3205}} years                           | Вік Всесвіту на момент розщеплення        |
| τ        | {\displaystyle 0.087\pm 0.014}                                         | Оптична товщина реоіонізації              |
| zreion   | {\displaystyle 10.4\pm 1.2}                                            | Червоний зсув реіонізації                 |

Значення h взято таким чином, щоб H0 = 100 h (км/с)/МПс, де H0 — параметр Хаббла в наш час. Ці позначення введено для зручності обчислень.